# Aida Gomes
Aida Gomes da Silva é uma escritora e socióloga conhecida por seu trabalho em desenvolvimento internacional em vários países. É autora de Os Pretos de Pousaflores (2011), um romance que explora a identidade pós-colonial e a migração. Seus ensaios e contos se concentram em temas de raça, deslocamento e diáspora africana. 

### Inicio da Vida
Aida Gomes da Silva nasceu em 1967 em Huambo, Angola. Gomes é filha de mãe angolana e pai português, com quem se mudou para Portugal ainda jovem, em 1975, e onde permaneceu até aos 18 anos. Em uma entrevista com Doris Wieser, redatora da revista on-line Portuguese Literary & Cultural Studies, Gomes reflete sobre sua infância e sua influência na escrita. Ela explica: “Minha relação com a escrita, com as letras, começou em Angola muito cedo: meu pai me ensinou a ler quando eu era muito nova. Lembro-me de que, aos quatro anos, eu já sabia ler e escrever e queria muito ir para a escola”. Sua paixão pela escrita começou em Angola, quando ainda era muito jovem, mas ela não pôde seguir essa paixão em seus estudos devido à  Guerra Civil Angolana, que começou em 1975. Ela e seu pai fugiram para Portugal em busca de segurança, e lá ela pôde retomar seus estudos e dar início a sua jornada literária. Gomes se lembra de ter recebido boas avaliações sobre sua escrita de professores do ensino fundamental e médio, especificamente sobre sua poesia.

### Educação
Gomes continuou a explorar sua paixão pela literatura quando completou 18 anos e se mudou para a Holanda, onde estudou Sociologia, na esperança de se tornar jornalista. Sobre seu tempo na universidade, ela reflete: “Durante os meus anos de estudo, um mundo se abriu para mim em termos de conhecimento, em termos de alegria de viver. Um leque de possibilidades se abria para mim.” Gomes manteve esse entusiasmo em busca de novas oportunidades, fazendo mestrado em Estudos de Desenvolvimento na Universidade Radboud de Nimega. Depois disso, ela buscou oportunidades de pesquisa em Moçambique, mas seu coração sempre esteve em Angola, embora não pudesse visitá-la, pois uma nova versão da guerra havia começado. Atualmente, Gomes é doutoranda em História da Literatura na Universidade Federal do Rio Grande, no Brasil. 

### Publicações
Aida Gomes publicou apenas um romance, intitulado Os Pretos de Pousaflores, publicado em 2011. O romance, escrito em português, é o resultado do seu desejo de escrever nesse idioma e estabelecer conexões entre os seus dois países de origem: Angola e Portugal, embora não seja uma obra autobiográfica. O livro aborda questões de pertença, deslocação e identidade.
Gomes também contribuiu com  ensaios, crônicas e textos curtos para publicações de vários países, como a Buala, a InComunidade e a Revue Noire, entre outras. Na obra , Contágios: Mapas do Confinamento, uma coletânea de textos escritos por autores de língua portuguesa, ela escreveu o  conto "Bicho quer carinho".
As obras de Gomes, embora ainda em expansão, representam uma importante produção literária  que reconsidera questões de identidade pós-colonial, criando espaço para a voz dos afrodescendentes que estão raramente presentes até no corpus do que é conhecido como literatura de regresso.